# The Smashing Pumpkins 1991-1998
Compilado de éxitos de la banda estadounidense The Smashing Pumpkins publicado en enero del 2000 esto es un promo.

## Lista de canciones
1. Disarm (Siamese Dream)
2. Bullet With Butterfly Wings (Mellon Collie and the Infinite Sadness)
3. Ava Adore (Adore)
4. 1979 (Mellon Collie and the Infinite Sadness)
5. Landslide (Pisces Iscariot)
6. Cherub Rock (Siamese Dream)
7. I Am One (Gish)
8. Perfect (Adore)
9. Today (Siamese Dream)
10. Tonight, Tonight (Mellon Collie and the Infinite Sadness)
11. Mayonaise (Earphoria)
12. Siva (Gish)
13. Eye (Lost Highway)
14. Zero (Mellon Collie and the Infinite Sadness)
15. Pug (Adore)
16. Drown (Singles)
17. Thirty-three (Mellon Collie and the Infinite Sadness)
18. Rhinoceros (Gish)

Nota:
- Entre paréntesis el disco en los que originalmente aparecen los tracks.
- La versión de Mayonaise es acústica.

- Datos: Q9087122